# Station Paliseul
Station Paliseul is een spoorwegstation langs spoorlijn 166 (Dinant - Bertrix) in de gemeente Paliseul.
Hier kon vroeger van de trein overgestapt worden op de tram naar Bouillon.

## Treindienst
| Serie              | Treinsoort          | Route | Bijzonderheden                                                           |
| ------------------ | ------------------- | --- | ------------------------------------------------------------------------ |
| L 6050             | L-trein (NMBS)      | Namen – Dinant – Paliseul – Bertrix – Libramont                                                                |                                                                          |
| P 7620/8620RE 8600 | Piekuurtrein (NMBS) | [ Luxemburg – Virton ] / [ [ Aarlen – Virton – ] / [ Dinant – Paliseul – ] Libramont – [ Ciney ] ]             | Een rechtstreekse trein Aarlen - Libramont. Een trein Libramont - Ciney. |
| P 7660/8660        | Piekuurtrein (NMBS) | Bertrix – Paliseul – Dinant – Namen                                                                            | Rijdt alleen op werkdagen.                                               |
| P 7680/8680RE 8650 | Piekuurtrein (NMBS) | [ Bertrix – Paliseul – Dinant ] / [ Libramont – [ Virton – ] / [ Marbehan – ] Aarlen ] / [ Athus – Luxemburg ] | Een trein Aarlen - Virton - Libramont. Een trein Athus - Luxemburg.      |

## Galerij

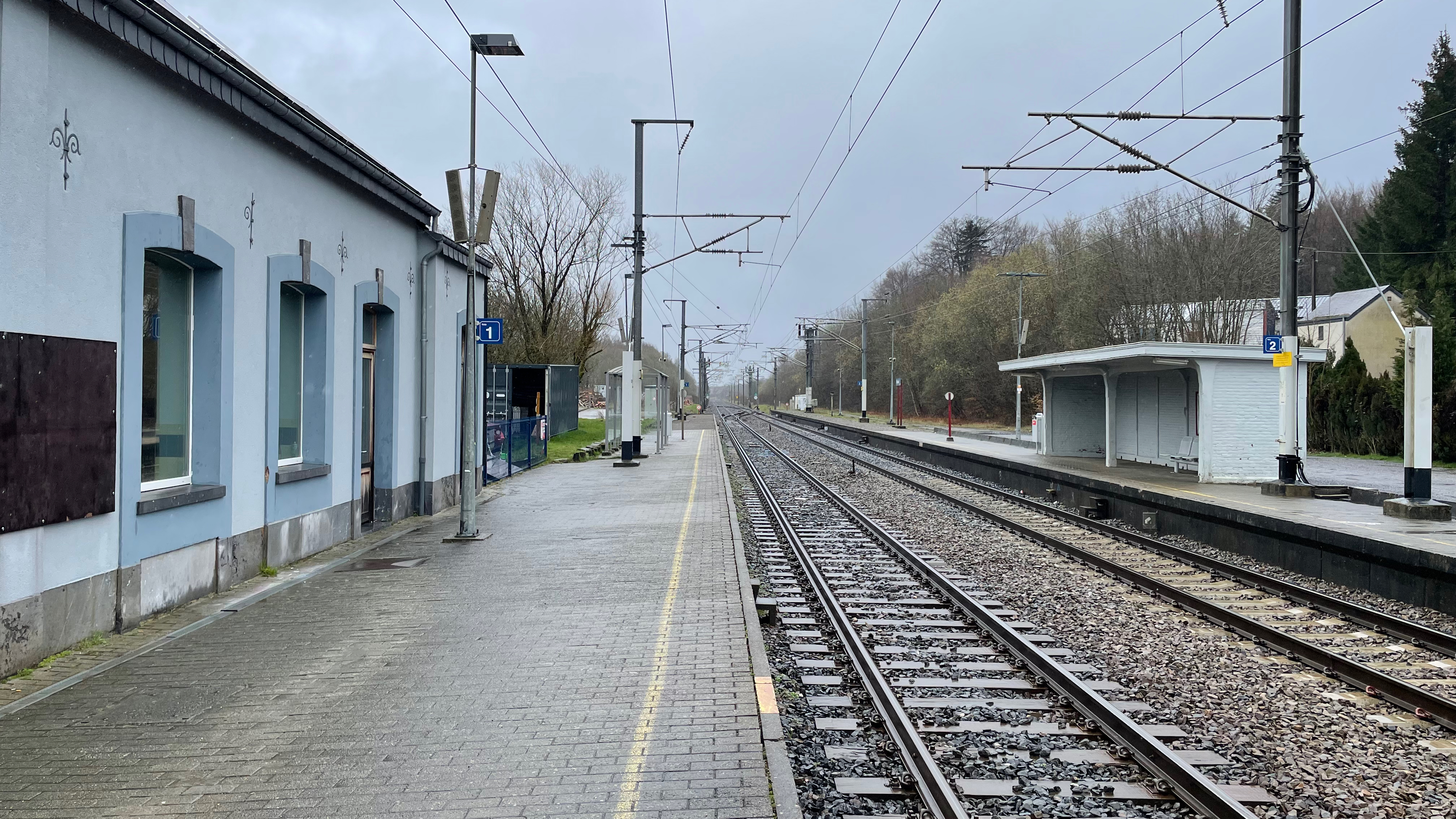
Zicht op het perron
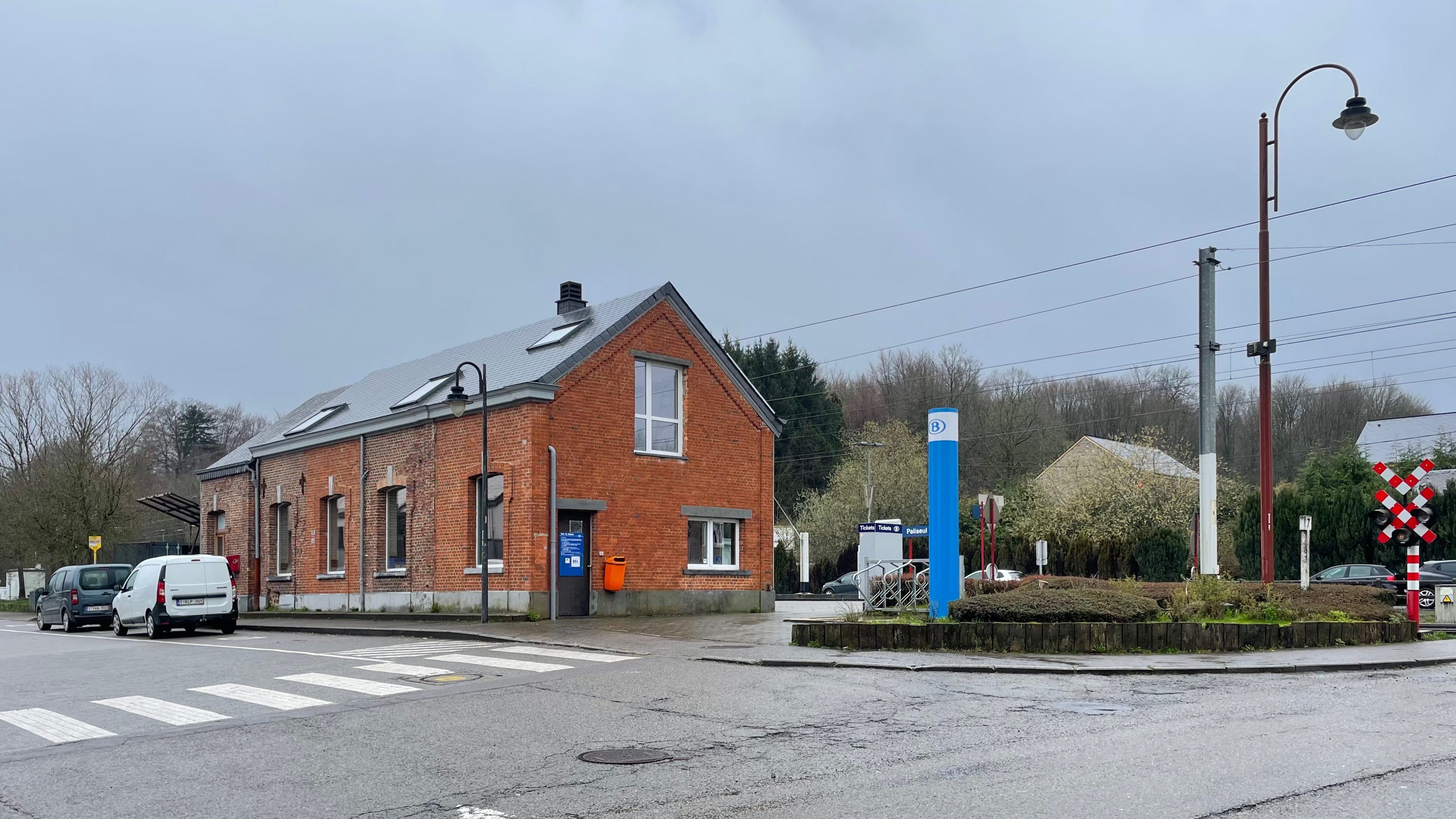
Het stationsgebouw
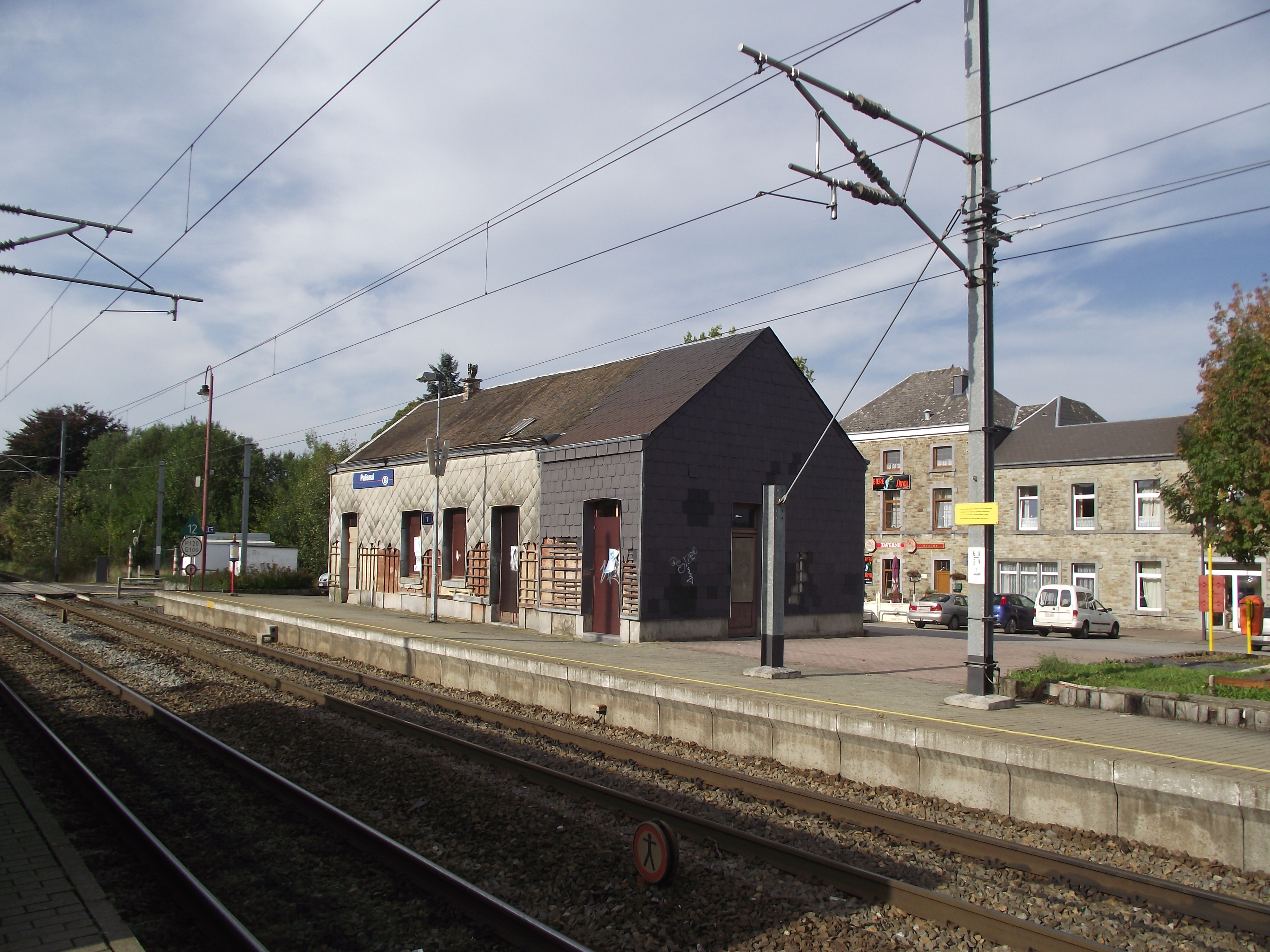
Het station (2010)

## Reizigerstellingen
De grafiek en tabel geven het gemiddeld aantal instappende reizigers weer op een week-, zater- en zondag.
| Tabel: aantal instappende reizigers station Paliseul | Tabel: aantal instappende reizigers station Paliseul | Tabel: aantal instappende reizigers station Paliseul | Tabel: aantal instappende reizigers station Paliseul |
|                                                      | Weekdag                                              | Zaterdag                                             | Zondag                                               |
| ---------------------------------------------------- | ---------------------------------------------------- | ---------------------------------------------------- | ---------------------------------------------------- |
| 1977                                                 | 63                                                   | 31                                                   | 54                                                   |
| 1978                                                 | 74                                                   | 26                                                   | 41                                                   |
| 1979                                                 | 73                                                   | 22                                                   | 37                                                   |
| 1980                                                 | 78                                                   | 25                                                   | 36                                                   |
| 1981                                                 | 78                                                   | 19                                                   | 54                                                   |
| 1982                                                 | 72                                                   | 23                                                   | 52                                                   |
| 1983                                                 | 69                                                   | 9                                                    | 33                                                   |
| 1984                                                 | 51                                                   | 19                                                   | 35                                                   |
| 1985                                                 | 41                                                   | 17                                                   | 38                                                   |
| 1986                                                 | 46                                                   | 13                                                   | 40                                                   |
| 1987                                                 | 56                                                   | 13                                                   | 25                                                   |
| 1988                                                 | 53                                                   | 22                                                   | 36                                                   |
| 1989                                                 | 53                                                   | 24                                                   | 25                                                   |
| 1990                                                 | 40                                                   | 26                                                   | 22                                                   |
| 1991                                                 | 49                                                   | 27                                                   | 33                                                   |
| 1992                                                 | 60                                                   | 28                                                   | 28                                                   |
| 1993                                                 | 54                                                   | 15                                                   | 25                                                   |
| 1994                                                 | 53                                                   | 28                                                   | 61                                                   |
| 1995                                                 | 51                                                   | 22                                                   | 27                                                   |
| 1996                                                 | 64                                                   | 21                                                   | 30                                                   |
| 1997                                                 | 39                                                   | 16                                                   | 23                                                   |
| 1998                                                 | 45                                                   | 18                                                   | 42                                                   |
| 1999                                                 | 37                                                   | 18                                                   | 48                                                   |
| 2000                                                 | 40                                                   | 32                                                   | 26                                                   |
| 2001                                                 | 51                                                   | 10                                                   | 26                                                   |
| 2002                                                 | 59                                                   | 20                                                   | 33                                                   |
| 2003                                                 | 61                                                   | 24                                                   | 58                                                   |
| 2004                                                 | 59                                                   | 30                                                   | 52                                                   |
| 2005                                                 | 61                                                   | 34                                                   | 68                                                   |
| 2006                                                 | 79                                                   | 29                                                   | 54                                                   |
| 2007                                                 | 89                                                   | 38                                                   | 64                                                   |
| 2008                                                 | -                                                    | -                                                    | -                                                    |
| 2009                                                 | 99                                                   | 50                                                   | 72                                                   |
| 2010                                                 | -                                                    | -                                                    | -                                                    |
| 2011                                                 | -                                                    | -                                                    | -                                                    |
| 2012                                                 | 91                                                   | 32                                                   | 54                                                   |
| 2013                                                 | 76                                                   | 34                                                   | 100                                                  |
| 2014                                                 | 66                                                   | 38                                                   | 63                                                   |
| 2015                                                 | 51                                                   | 24                                                   | 53                                                   |
| 2016                                                 | 55                                                   | 41                                                   | 99                                                   |
| 2017                                                 | 70                                                   | 18                                                   | 58                                                   |
| 2018                                                 | 68                                                   | 26                                                   | 53                                                   |
| 2019                                                 | 65                                                   | 26                                                   | 51                                                   |
| 2020                                                 | 53                                                   | 37                                                   | 35                                                   |
| 2021                                                 | -                                                    | -                                                    | -                                                    |
| 2022                                                 | 93                                                   | 27                                                   | 41                                                   |
| 2023                                                 | 89                                                   | 29                                                   | 55                                                   |
| 2024                                                 | 96                                                   | 47                                                   | 65                                                   |

## Buurtspoorweg

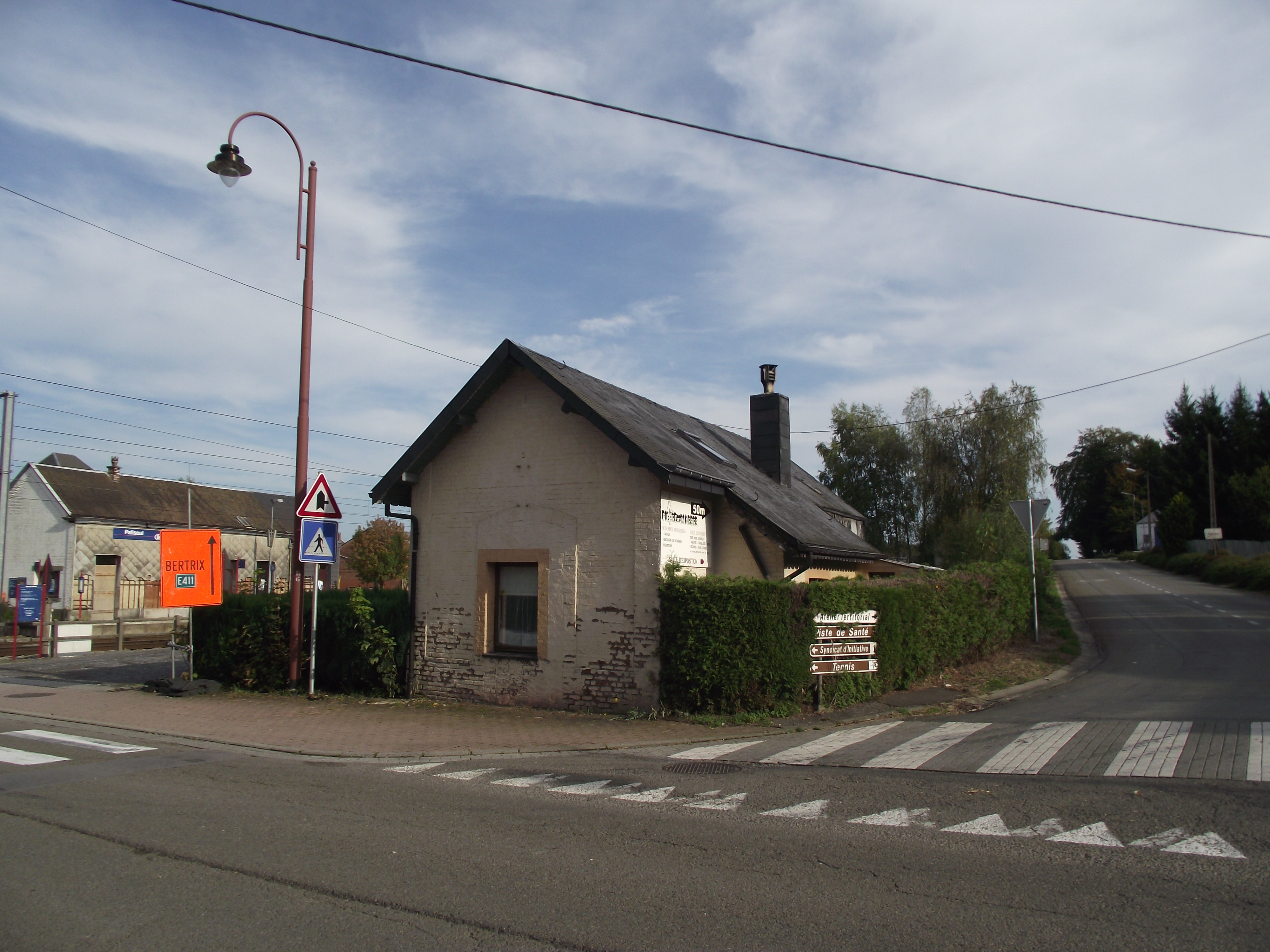
Buurtspoorwegstationsgebouw

Tot 2 juni 1957 reden er vanaf dit station reizigerstrams van de buurtspoorwegen tot Bouillon en verder. De lijn naar Poix was al op 16 januari 1956 voor reizigers opgeheven. Goederentrams zijn tot 1 juni 1960 blijven rijden op de lijn naar Bouillon. Het stationsgebouw van de buurtspoorweg is nu in gebruik als woning.
2,2: Anseremme ·
4,7: Walzin ·
7,2: Gendron-Celles ·
10,4: Château d'Ardenne ·
12,2: Houyet ·
17,5: Wiesme ·
22,2: Beauraing ·
25,0: Martouzin ·
27,2: Pondrôme ·
31,3: Thanville ·
35,3: Vonêche ·
37,0: Gedinne ·
45,4: Louette-Saint-Denis ·
49,3: Bièvre ·
51,6: Graide ·
55,2: Carlsbourg ·
56,3: Merny ·
58,2: Paliseul ·
60,3: Nollevaux ·
61,5: Offagne ·
65,2: Glaumont ·
68,3: Burhaimont ·
70,2: Bertrix